# El Matarranya
El Matarranya är ett vattendrag i Spanien.   Det ligger i regionen Aragonien, i den östra delen av landet, 300 km öster om huvudstaden Madrid.